# Václav Miko
Václav Miko (* 23. března 1971 Rokycany) je český publicista a spisovatel. Vydal řadu publikací a odborných posudků v oblasti společenských věd. Také se zabývá hudební a filmovou kritikou. V žánrech, kterým se autor věnuje, převládají témata faktografická, převážně z období druhé světové války. V období eskalace rasismu v Evropě oslovil o pomoc tehdejšího prezidenta USA Baracka Obamu a papeže katolické církve Benedikta XVI. o audienci.

## Aktivity
V devadesátých letech působil v nevládních organizacích jako poradce politických otázek. Řídil řadu občanských sdružení a významně se podílel na mezinárodní kooperaci lidskoprávních organizací v Evropě. Ve známost vešel excentrickým upozorňováním na porušování lidských práv menšin v České republice, zejména Romů. V roce 2006 upoutal mediální pozornost výzvou českým Romům v operaci s názvem „EXODUS“, aby odešli ze země ze sebezáchovných důvodů. Některé zdroje uvádějí, že bezprostřední příčinou bylo napadení otce Václava Mika, které bylo potrestáno pouze podmínečným trestem. Osobně se setkal s afroamerickým odborníkem na lidská práva Michalem Simmonsem, který spolupracoval s Martinem Lutherem Kingem. Účastnil se prestižních konferencí a sympozii, mimo jiné i v Radě Evropy ve Štrasburku.
V únoru 2009 se Miko kvůli eskalaci neonacismu v Česku a vyhrocení protiromských nálad v české společnosti obrátil písemně na amerického prezidenta Baracka Obamu. Zda se ve věci postoupilo se dosud neví. Oficiálně bylo známo pouze to, že Miko dopis určený Obamovi předal chargé d'affaires velvyslanectví USA v Praze Mary Thompsonové-Jonesové. Následně v září jako zástupce lidskoprávní organizace požádal prezidentskou kancelář a Českou biskupskou konferenci o audienci u papeže Benedikta XVI. během jeho návštěvy Česka. Miko chtěl s papežem diskutovat nejen o situaci Romů, ale také o dalších národnostních skupin v České republice. Papežovu pozornost se k problematice českých Romů pokoušeli v srpnu obrátit rovněž představitelé hinduistů a židů ve Spojených státech. Podle nich žijí čeští Romové v podmínkách podobných apartheidu, čelí násilí, stereotypům, rasismu, předsudkům, špatným bytovým podmínkám, nezaměstnanosti či segregaci ve školství. Papež jako nejvlivnější náboženský lídr by podle Mika mohl být v nastolení romské otázky během návštěvy úspěšný. K setkání mezi Václavem Mikem a papežem Benediktem XVI. nedošlo kvůli tomu, že program papežské návštěvy byl již dlouho pevně stanoven a naplánován na minuty, proto nebylo možné této a podobným žádostem vyhovět, uvedl mluvčí ČBK Aleš Pištora.
O jeho aktivitách se zmiňovala i zahraniční média. Pozornost Václavu Mikovi věnoval také španělský deník HOY v již zmíněné souvislosti žádosti Romů o pomoc amerického prezidenta. Mikovo mediální rozruch přešel i na baskický deník El Diario Vasco.
Výraz Antickanismus Miko pro souhrnné označení protiromských postojů zavedl ve své knize Anticikanismus v Čechách. Důvodem pro zavedení tohoto termínu byl podle něj nedostatecně hodnocený problém nenávisti vůči Romům. Podle Václava Mika termín rasismus nevystihuje vícero diskriminačních a nenávistných aspektů spojené s nenávisti k Romům. Miko uvádí, že označovat takto komplexní problematiku rasismem je do jisté míry eufemismus.
V březnu 2010 oznámil, že plánuje hromadný odchod diskriminovaných Romů z České republiky. Celá akce měla podle něj tajného sponzora, kterým byl hollywoodský herec, jehož jméno nechtěl Miko prozradit.  Cílem hromadného odsunu Romů, mělo údajně být vyvolání vízové povinnosti vůči Česku a tím poukázat na problém diskriminace a rasismu. V první vlně mělo odejít na 50 tisíc Romů, jaký byl skutečný počet se neví, podle odhadů ze země odešlo skutečně několik tisíc Romů. "Dosavadní demonstrace některých romských organizací k ničemu nevedly. Odchod je proto jediné možné řešení," tvrdil Miko. Podle něj měl exodus vést k poukázání na problém, který v Česku nikdo neřeší.
V roce 2010 upozorňoval jako předseda dnes již neexistujícího sdružení Roma Realia na údajně rasistickou pasáž v knize Mikeš Josefa Lady. Vyvolal tím ve společnosti téměř hysterickou reakci. Redaktor českého rozhlasu a spoluautor dokumentárního cyklu Příběhy 20. století Adam Drda se Václava Mika zastal a ve svém článku "Problém s Mikešem aneb Pan Miko má pravdu" uvedl: „Kdybych byl Rom v současných intolerantních Čechách a měl dítě ve škole, kde bude paní učitelka předčítat citovanou pasáž z Kocoura Mikeše, rozzuřilo by mne to na nejvyšší míru a hnal bych to až k Ústavnímu soudu. Proč by měla třeba moje holčička poslouchat generalizující žvásty o „Cigoších, kteří ukradnou na co přijdou“, nejen v tramvaji a v obchodě, ale ještě navíc ve škole? Že jde o pohádku nějakého klasika by mi bylo úplně fuk. Drda dále uvedl: A zkuste si představit jinou situaci: že budete žít třeba v Rakousku a tam bude vaše dítě poslouchat ve škole pohádku, v níž se objeví lidé, kteří kradou jako straky a protože se nedovedou k ničemu postavit čelem, snaží se ze všeho vykecat a ulejt, říkají tomu švejkování. „Milé děti, ti lidé jsou Češi!“ Myslím, že paní Bobošíková by se v takovém případě chytla za srdce a spadla ze svých vysokých podpatků“.
V článku „Antisemitismus v Čechách“ upozornil na společenskou cennost, jehož součástí jsou české osobnosti židovského původu. Miko tím vyjadřoval nespokojenost nad protižidovskými náladami, které zmítaly českou společností a vkusně upozornil ve svém článku z roku 2016 na protichůdnost výroku Čechy Čechům těmito slovy: „Malé zamyšlení k výroků Čechy Čechům – půjdeme-li do důsledků a drželi se tohoto hloupého citátu, pak by Čechy měli být prázdným místem. Kdo z Čechů je dnes čistým Čechem?“ 
V roce 2010 se Václav Miko pro neschopnost Romů vzájemné podpory stáhl z veřejného života.

## Život
Narodil se v Rokycanech Františku Mikovi (1948–2017) a Heleně Polívkové. Jeho otec František Miko byl křesťanský akolyta, který působil v rokycanském kostele Panny Marie Sněžné a svou kultivovaností se řadil mezi výjimečné osobnosti působící v západních Čechách. Po absolvování strojního studia přešel do energetického průmyslu v plzeňské Škodovce. V devadesátých letech pořádal vzdělávací semináře pro představitelé občanských sdružení a organizací. Pro svou znalost problematiky vyloučených komunit byl častým hostem zahraničních konferencí. Do energetické oblasti se na čas vrátil v roce 2013, tentokrát do oblasti obnovitelných zdrojů energie. Od roku 2015 se naplno věnuje psaním knih a každoročně mu vycházejí nové tituly. Václav Miko je ženatý a má čtyři děti. Ve svém volném čase se nadále věnuje psaním knih, rodině a je velkým fanouškem klasické hudby. Příležitostně také píše články.

## Dílo
- Sto romských osobností, Nova Forma EU 2009
- Anticikanismus v Čechách, Nova Forma EU 2009
- Skvrna Evropy, Tribun EU 2009
- Madridský kód, Viking 2015
- Ve službách SS proti Hitlerovi, Petrklíč 2015
- Manželé Goebbelsovi, Petrklíč 2015
- České milenky nacistů, Petrklíč 2015
- Prostituce v nacistických táborech, Petrklíč 2016
- Manželky a milenky nacistických pohlavárů, Petrklíč 2016
- Zdrogovaný Hitler, Petrklíč 2016
- Gestapo v Čechách, Petrklíč 2017
- Edvard Beneš, milován i nenáviděn, Petrklíč 2017
- Rodokmen nacistických „Celebrit“ 2018
- Už se na to nechce dívat 2018
- Fakta a mýty o rasovém šílenci 2020
- Vatikán: Odhalené hříchy Svatého města, Petrklíč 2021